# Atractus duidensis
Atractus duidensis är en ormart som beskrevs av Roze 1961. Atractus duidensis ingår i släktet Atractus och familjen snokar. IUCN kategoriserar arten globalt som livskraftig. Inga underarter finns listade.
Arten förekommer vid bergsmassivet Cerro Duida i södra Venezuela. Honor lägger ägg.